# Matías Alonso (futbolista)
Matías Alonso (16 de abril de 1985; Montevideo, Uruguay) es un exfutbolista profesional uruguayo que jugaba como delantero . Es el entrenador de la selección nacional sub-17 de Uruguay . Es el hermano menor del también delantero uruguayo Iván Alonso.

## Trayectoria
Debutó con el primer equipo del Real Murcia en la temporada 2008/09, en Segunda División. Compartió el equipo con su compatriota Fabián Carini.
A mediados del 2010 pasa al Granada FC, compartió el equipo con el colombiano Luis Muriel y el chileno Fabián Orellana.
El 31 de agosto de 2011 rescinde su contrato con el Granada CF quedando así libre.
Tras esto el jugador firmó contrato por 1 temporada con el Zamora Club de Fútbol equipo que milita en la segunda división b española.
En diciembre de 2011 el atacante uruguayo rescinde su contrato como jugador del Zamora y se vincula por tres años con el Irapuato (México, Segunda División). El acuerdo del jugador con la entidad rojiblanca establecía la posibilidad de ruptura en caso de que recibiese una propuesta superior. Alonso disputó hasta la fecha 13 partidos (9 como titular) y marcó 4 goles. En marzo de 2012 firma contrato por 1 temporada con el B.I.T. de la Segunda División China. siendo el máximo goleador del equipo con 9 goles y declarado mejor jugador del equipo.
En septiembre de 2013 firma con el Associazione Sportiva Bari, regresando al fútbol europeo tras el buen papel desarrollado en el pasado semestre, en que totalizó 11 goles en 15 partidos en el campeonato uruguayo con Juventud Las Piedras. En Italia compartió equipo con Diego Polenta e Ignacio Lores.
En enero de 2014 vuelve a su país para jugar en el Defensor Sporting Club llegando a las Semifinales de la Copa Libertadores y ubicándose en el 3er puesto de la competencia, tras disputar solo 7 partidos con el AS Bari en la Serie B italiana.
En enero de 2016 firma para el The Strongest. Y se convierte en uno de sus goleadores.
En enero de 2018 vuelve a River Plate.
En mayo de 2021 juega en Uruguay Montevideo Football Club.
Y En enero del 2025 comienza su etapa como entrenador Sub-17 de la selección de Uruguay. 

## Selección nacional
Internacional sub-17 y sub-20 Uruguay. Juega el Campeonato Sudamericano Sub-20 2005 en Colombia.

## Clubes
| Club                             | País    | Año       |
| -------------------------------- | ------- | --------- |
| River Plate                      | Uruguay | 2003-2004 |
| River Plate                      | Uruguay | 2004-2005 |
| Peñarol                          | Uruguay | 2005-2006 |
| Celta de Vigo B                  | España  | 2006-2007 |
| FCV Dender EH                    | Bélgica | 2007      |
| SD Ibiza                         | España  | 2007-2008 |
| Real Murcia Imperial             | España  | 2008-2009 |
| Real Murcia                      | España  | 2008-2009 |
| Real Murcia Imperial             | España  | 2009-2010 |
| Granada                          | España  | 2010      |
| Cerro                            | Uruguay | 2011      |
| Zamora                           | España  | 2011      |
| CD Irapuato                      | México  | 2012      |
| Beijing BIT                      | China   | 2012      |
| Juventud                         | Uruguay | 2013      |
| AS Bari                          | Italia  | 2013      |
| Defensor Sporting                | Uruguay | 2014-2015 |
| Juventud                         | Uruguay | 2015      |
| The Strongest                    | Bolivia | 2016-2017 |
| River Plate                      | Uruguay | 2018-2021 |
| Uruguay Montevideo Football Club | Uruguay | 2021-2024 |

## Palmarés

### Campeonatos nacionales
| Título          | Club          | País    | Año  |
| --------------- | ------------- | ------- | ---- |
| Torneo Apertura | The Strongest | Bolivia | 2016 |